# Zygmunt Zborucki
Zygmunt Zborucki (ur. 24 lipca 1899 w Stryju, zm. 1984) – doktor filozofii, żołnierz armii Andersa.

## Życiorys
Urodził się w rodzinie Antoniego. Studiował na Wydziale Humanistycznym Uniwersytetu Jana Kazimierza we Lwowie (1929 – dysertacja „Dzieje rutenizmu galicyjskiego w latach 1772–1826”, promotor prof. dr St. Zakrzewski). Do roku 1935 był pracownikiem naukowym uniwersytetu, a następnie profesorem historii w I Państwowym Gimnazjum im. Adama Mickiewicza w Samborze. Był członkiem samborskiego Oddziału Związku Byłych Ochotników Armii Polskiej.
Uczestniczył w kampanii wrześniowej w 1939 (obrona Lwowa).
W 1939 roku został aresztowany przez NKWD i osadzony w więzieniu w Stanisławowie. 25 kwietnia 1940 skazany na 5 lat łagru za „służbę w armii polskiej 1919-1921 i udział w organizacji Szlachta Zagrodowa w latach 1938–1939”. Został wywieziony na Syberię do łagru Iwdelag koło m. Iwdel (Swiedłowskaja obłast’), skąd po wybuchu wojny niemiecko-rosyjskiej w roku 1941 został zwolniony do Kazachstanu (wioska Kokpekti rej. Semipałatyński). Po sformowaniu Armii Andersa, przeszedł jej szlak bojowy jako podporucznik czasu wojny w centrum Szkolenia Armii (Persja, Palestyna, Włochy, Anglia). Odznaczony został kilkoma medalami (m.in. Krzyżem Pamiątkowym Monte Cassino). Po wojnie w 1947 odnalazł rodzinę w Inowrocławiu, gdzie uczył w Liceum im. J. Kasprowicza, a następnie był wykładowcą i wychowawcą w Liceum Pedagogicznym.

## Twórczość
- Galicyjska rezolucja sejmowa 1868 roku. Lwów: Drukarnia „Sztuka”, 1929. Brak numerów stron w książce
- Lwów w dobie powstania listopadowego. Szkic historyczny w 100-letnią rocznicę powstania 1830/31. Lwów: nakł. Obywatelskiego Komitetu Obchodu Setnej Rocznicy Powstania Listopadowego, 1930. Brak numerów stron w książce